# Хусейн, Абдираззак Хаджи
Хаджи Хусейн Абдиразак, (араб. عبد الرازق حاجي حسين‎, сомал. Cabdirisaaq Xaaji Xuseen; (24 декабря 1924, Галькайо, Итальянское Сомали — 31 января 2014, Миннеаполис, Миннесота, США) — сомалийский государственный деятель, премьер-министр Сомали (1964—1967).

## Биография
Родился в семье исламского богослова.
В 1944 году вступил в Сомалийскую молодёжную лигу.
В 1942—1949 годах служил офицером в британской военной администрации, в том числе в качестве переводчика. В 1950 году был арестован на шесть месяцев за участие в акции за независимость Сомали.
В 1955 году был направлен в Организацию Объединённых Наций, где он представил ходатайство от имени Сомалийской Молодёжной Лиги. Вскоре был избран Генеральным секретаре Лиги, и в 1959 году стал членом Национального собрания. Также являлся президентом Высшего института права и экономики.
- 1960—1962 гг. — министр внутренних дел,
- 1962—1964 гг. — министр общественных работ и коммуникаций,
- 1964—1967 гг. — премьер-министр Сомали. При формировании кабинета министров нарушил негласный внутриклановый и территориальный принцип его формирования, что привело к расколу в партии и парламентской фракции. В итоге правительство начало работу при поддержке ряда оппозиционных партий. Ушел в отставку после победы на выборах президента сторонника пансомалийского курса Абдирашида Али Шермарка.

После военного переворота 1969 года был арестован и находился в тюрьме до апреля 1973 года. В 1974 году был назначен представителем Сомали при Организации Объединённых Наций и занимал этот пост до 1979 года. Во время Гражданской войны в Сомали несколько раз безуспешно пытался примирить враждующие стороны.
В 2001 году возглавил Национальную комиссию по примирению и урегулированию (NCRPS), затем — Совета по примирению и восстановлению (ССПВ); 25 июля 2001 года подал в отставку.